# The Complete Stone Roses
The Complete Stone Roses é uma coletânea musical de 1995 de singles e lados-B da banda britânica The Stone Roses. Ela foi lançada, inicialmente, sem a participação da banda por sua ex-gravadora Silvertone Records, com quem eles se envolveram em uma prolongada batalha legal para rescindir seu contrato de cinco anos.
O álbum apresenta uma coleção quase completa da banda de Madchester no auge de suas gravações para o selo, assim como as versões anteriores para outros rótulos. No entanto, muitas faixas são substancialmente diferentes em termos de qualidade de seu lançamento original, tendo sofrido um processo de re-engenharia de som pela Silvertone, com os resultados acabando por receber críticas de jornalistas e fãs.

## Faixas
1. "So Young" – 3:30
2. "Tell Me" – 3:50
3. "Sally Cinnamon" (versão do EP) – 2:50
4. "Here It Comes" – 2:40
5. "All Across the Sands" – 2:40
6. "Elephant Stone" (versão do EP) – 3:00
7. "Full Fathom Five" – 3:18
8. "The Hardest Thing in the World" – 2:39
9. "Made of Stone" – 4:11
10. "Going Down" – 2:46
11. "She Bangs the Drums" – 3:42
12. "Mersey Paradise" – 2:44
13. "Standing Here" – 5:05
14. "I Wanna Be Adored" (7" version) – 3:28
15. "Waterfall" (7" remix version) – 3:36
16. "I Am the Resurrection" (versão remixa do EP) – 3:41
17. "Where Angels Play" – 4:15
18. "Fools Gold" (7" version) – 4:15
19. "What The World Is Waiting For" – 3:55
20. "Something Burning" (versão do EP) – 3:37
21. "One Love" (versão do EP) – 3:40

Número de catálogo
- 2LP: Silvertone ORE LP 535[3]
- Cassette: Silvertone ORE C 535
- CD: Silvertone ORE CD 535[4]

Faixas bônus
As primeiras 60.000 (sessenta mil) copias deste CD trazem um disco bônus com as faixas:
1. "I Am Without Shoes" – 1:23
2. "Groove (Black Magic Devil Woman)" – 3:26

Número de catálogo
- 2CD: Silvertone ORE Z CD 535[5]

## Posição nas paradas musicais
| Ano  | Detalhes | Melhor posição nas paradas musicais | Melhor posição nas paradas musicais | Melhor posição nas paradas musicais | Certificações  |
| Ano  | Detalhes | GBR                                 | AUS                                 | IRL                                 | Certificações  |
| ---- | --- | ----------------------------------- | ----------------------------------- | ----------------------------------- | -------------- |
| 1995 | The Complete Stone Roses - Gravadora: Silvertone - Lançamento: 15 de maio de 1995 - Formato: CD, 2xCD, cassete, 2xLP | 4                                   | 109                                 | —                                   | - BPI: platina |